# Coop Byen
Coop Byen er en planlagt bydel ved Coops hovedkvarter i Albertslund.
Coop Danmark er udvikleren mens Henning Larsen Architects står som arkitekt for masterplanen.
Området har en størrelse på 250.000 kvadratmeter og planen er at området får 4.500 indbyggere fordelt i cirka 1.600 lejligheder og 90 rækkehuse varierende i størrelse fra 80 til 130 kvadratmeter.
Vejtrafikstøj fra Roskildevej og Vallensbæk Torvevej er en udfordring for projektet.